# مهدی قمشی
مهدی قُمِشی (۱۳۳۷، شهرستان اهواز) متخصص رشته رشته آبیاری و زهکشی، استاد دانشگاه و رئیس شورای سیاستگذاری اصلاح‌طلبان خوزستان است.

## ادعاها در مورد سد گتوند
از دلایل اصلی مشهور شدن قمشی در رسانه‌ها، اظهارات او درباره سد گتوند است. در زمان آبگیری و بهره‌برداری سد گتوند در شهرستان گتوند استان خوزستان، قمشی ادعاهای گوناگونی دربارهٔ اینکه عامل اصلی انسانی شوری جلگه خوزستان این سد است بیان کرد. او با نوشتن مقاله‌ای، ۲۵ درصد شوری رود کارون را به ساخت این سد نسبت داد. این ادعا به صورت گسترده در رسانه‌ها بازتاب یافت و مرکز بررسی‌های استراتژیک ریاست جمهوری دولت روحانی (که همسو با گرایش سیاسی قمشی بود) علی‌رغم نظر کارشناسی شرکت توسعه آب و نیروی ایران و معاونت آب وزارت نیروی دولت وقت، ادعاها و اعداد ذکر شده در گزارش قمشی را منتشر و سد گتوند را عامل ۲۵٪ از شوری کارون معرفی می‌کند. مطالعات جانمایی این سد درسال ۱۳۷۹ انجام و شروع ساخت آن در سال ۱۳۸۲ بود. در سال‌های بعد، تحقیقات مستقل مؤسسه آب دانشگاه تهران در مورد سد گتوند تکمیل می‌شود که ادعای اینکه ۲۵ درصد از شوری رود کارون به واسطه سد گتوند است را بکل رد می‌کند و تنها این سد عامل افزایش شوری در مقطع احداث سد گتوند به میزان ۲۵ درصد در فقط سال اول بعد از آبگیری دانسته می‌شود که برابر حدود ۱٫۵ درصد افزایش شوری آب در پایین دست کارون در مقطع اهواز در این یک سال است. همچنین در تحقیقات مستقل دیگری، عمده این تأثیر افزایش شوری آب در مقطع سد گتوند در ۳ سال اول بعد آبگیری به نصف شدن دبی آب رود کارون در مقطع سد تنظیمی گتوند نسبت داده می‌شود و ادعای دانشگاه تهران در مورد افزایش شوری در سال اول تا سوم نیز رد می‌گردد.
قمشی در سال‌های بعد صحبت‌هایی در مورد جانمایی سد گتوند، برچیدن سد گتوند و کشیدن پتوی رسی روی سازند گچساران در مخزن این سد برای جلوگیری از انحلال سنگ‌های تبخیری می‌کند که در یک مورد داریوش صادقی، معاونت اجرایی و مدیر امور بهره‌برداری سد و نیروگاه گتوند ضمن پاسخ به تمام ادعاهای بیان شده، سخنان قمشی را بیان نصفه و نیمه واقعیت در مورد سد می‌داند و بیان می‌کند که «گفتن نیمی از حقیقت، زشت‌تر از گفتن تمامی یک دروغ است.»
در سال ۱۴۰۰ قمشی بیان می‌کند که تأثیر سد گتوند در شوری کارون در مقطع شهر اهواز برابر ۱۲٪ رسیده است. در این سال گزارش مؤسسه آب دانشگاه تهران نشان می‌داد در محل خروجی آب از سد گتوند، شاخص زمانی کیفیت آب رود کارون ۶۳ واحد (۹٫۴ درصد) بهتر از حالتی شده که سد گتوند احداث نمی‌شد و این سد با مدیریت مخزن، شاخص زمانی کیفیت آب رود کارون را افزایش داده و باعث شده در طول کل سال، آب رهاسازی شده از سد به میزان ۹٫۴٪ شیرین‌تر از حالت احداث نشدن این سد باشد که کاملا خلاف ادعای قمشی در اینباره است.

## زندگی‌نامه
مهدی قمشی (قمیشی) در سال ۱۳۳۷ از پدر و مادری شوشتری در روستای ویس در نزدیکی اهواز به دنیا آمد. او یک برادر به نام رحیم قمیشی دارد.

## فعالیت علمی
مهدی قمشی مدرک کارشناسی خود را در سال ۱۳۶۲ در رشته آبیاری و آبادانی از دانشگاه جندی شاپور اهواز دریافت کرد. در سال ۱۳۶۷ موفق به دریافت مدرک کارشناسی ارشد در رشته آبیاری و زهکشی از دانشگاه شهید چمران اهواز شد و در سال ۱۳۷۴ مدرک دکتری را در رشته آبیاری و زهکشی با گرایش هیدرولیک رسوب از دانشگاه ولنگونگ استرالیا دریافت نمود.
وی از سال ۱۳۶۸ به عنوان عضو هیئت علمی دانشگاه شهید چمران اهواز مشغول به کار بوده است. وی در سال ۱۳۹۳ از سوی وزارت علوم، تحقیقات و فناوری به عنوان استاد نمونه کشوری انتخاب شده است.
وی از مخالفان انتقال آب از حوضه کارون بزرگ بوده و از سرشناس‌ترین منتقدان سیاستهای انتقال آب وزارت نیرو می‌باشد.
وی توده نمک در دریاچه سد گتوند را همچون بمبی ساعتی می‌داند که ممکن است باعث نابودی خوزستان شود.

### آثار
دکتر مهدی قمشی علاوه بر مقالات دانشگاهی، کتابهایی نیز تألیف نموده است. از جمله:
- ابزارهای اندازه‌گیری کمیت‌های هیدرولیکی (۱۳۹۳)
- مکانیک سیالات و هیدرولیک به زبان ساده (۱۳۸۷)[۴]

## فعالیت سیاسی و اجتماعی
مهدی قمشی از سال ۱۳۹۵ به عنوان رئیس شورای سیاستگذاری اصلاح طلبان خوزستان فعالیت کرده است.
وی در دولت‌های یازدهم و دوازدهم مشاور استاندار خوزستان در امور آب و محیط زیست بوده است.
مهدی قمشی مدتی عضو شورای مرکزی کانون دوستداران شوشتر و مدتی نیز عضو هیئت امنای پایگاه سازه‌های آبی شوشتر بود.